# Samuel Renel
Samuel Renel (Fort-de-France, 3 novembre 2001) è un calciatore francese, centrocampista del Red Star e della nazionale martinicana.

## Carriera

### Club
Cresciuto nel settore giovanile dell'Olympique Marsiglia, nel 2019 gioca cinque partite con la squadra riserve. Al termine della stagione viene acquistato dal Niort, club militante in Ligue 2.

### Nazionale
Il 25 marzo 2023 ha esordito con la nazionale martinicana, disputando l'incontro perso per 1-2 contro la Costa Rica, valido per la CONCACAF Nations League 2022-2023.

## Statistiche

### Presenze e reti nei club
Statistiche aggiornate al 26 marzo 2023.
| Stagione        | Squadra               | Campionato      | Campionato | Campionato | Coppe nazionali | Coppe nazionali | Coppe nazionali | Coppe continentali | Coppe continentali | Coppe continentali | Altre coppe | Altre coppe | Altre coppe | Totale | Totale |
| Stagione        | Squadra               | Comp            | Pres       | Reti       | Comp            | Pres            | Reti            | Comp               | Pres               | Reti               | Comp        | Pres        | Reti        | Pres   | Reti   |
| --------------- | --------------------- | --------------- | ---------- | ---------- | --------------- | --------------- | --------------- | ------------------ | ------------------ | ------------------ | ----------- | ----------- | ----------- | ------ | ------ |
| 2018-2019       | Olympique Marsiglia 2 | N2              | 5          | 0          |                 | -               | -               |                    | -                  | -                  |             | -           | -           | 5      | 0      |
| 2019-2020       | Niort 2               | N3              | 14         | 1          |                 | -               | -               |                    | -                  | -                  |             | -           | -           | 14     | 1      |
| 2020-2021       | Niort 2               | N3              | 1          | 0          |                 | -               | -               |                    | -                  | -                  |             | -           | -           | 1      | 0      |
| 2021-2022       | Niort 2               | N3              | 11         | 4          |                 | -               | -               |                    | -                  | -                  |             | -           | -           | 11     | 4      |
| 2022-2023       | Niort 2               | N3              | 3          | 0          |                 | -               | -               |                    | -                  | -                  |             | -           | -           | 3      | 0      |
| Totale Niort 2  | Totale Niort 2        | Totale Niort 2  | 29         | 5          |                 | -               | -               |                    | -                  | -                  |             | -           | -           | 29     | 5      |
| 2019-2020       | Niort                 | L2              | 1          | 0          | CF+CdL          | 2+0             | 0               |                    | -                  | -                  |             | -           | -           | 3      | 0      |
| 2020-2021       | Niort                 | L2              | 3+1        | 0          | CF              | 1               | 0               |                    | -                  | -                  |             | -           | -           | 5      | 0      |
| 2021-2022       | Niort                 | L2              | 23         | 2          | CF              | 0               | 0               |                    | -                  | -                  |             | -           | -           | 23     | 2      |
| 2022-2023       | Niort                 | L2              | 15         | 2          | CF              | 2               | 0               |                    | -                  | -                  |             | -           | -           | 17     | 2      |
| Totale Niort    | Totale Niort          | Totale Niort    | 42+1       | 4+0        |                 | 5               | 0               |                    | -                  | -                  |             | -           | -           | 53     | 4      |
| Totale carriera | Totale carriera       | Totale carriera | 77         | 9          |                 | 5               | 0               |                    | -                  | -                  |             | -           | -           | 82     | 9      |

### Cronologia presenze e reti in nazionale
| Cronologia completa delle presenze e delle reti in nazionale ― Martinica | Cronologia completa delle presenze e delle reti in nazionale ― Martinica | Cronologia completa delle presenze e delle reti in nazionale ― Martinica | Cronologia completa delle presenze e delle reti in nazionale ― Martinica | Cronologia completa delle presenze e delle reti in nazionale ― Martinica | Cronologia completa delle presenze e delle reti in nazionale ― Martinica | Cronologia completa delle presenze e delle reti in nazionale ― Martinica | Cronologia completa delle presenze e delle reti in nazionale ― Martinica |
| Data                                                                     | Città                                                                    | In casa                                                                  | Risultato                                                                | Ospiti                                                                   | Competizione                                                             | Reti                                                                     | Note                                                                     |
| ------------------------------------------------------------------------ | ------------------------------------------------------------------------ | ------------------------------------------------------------------------ | ------------------------------------------------------------------------ | ------------------------------------------------------------------------ | ------------------------------------------------------------------------ | ------------------------------------------------------------------------ | ------------------------------------------------------------------------ |
| 25-3-2023                                                                | Fort-de-France                                                           | Martinica                                                                | 1 – 2                                                                    | Costa Rica                                                               | CONCACAF Nations League 2022-2023 - 1º turno                             | -                                                                        |                                                                          |
| Totale                                                                   |                                                                          | Presenze                                                                 | 1                                                                        |                                                                          | Reti                                                                     | 0                                                                        |                                                                          |